# Álvaro Gurgel de Alencar Netto
Álvaro Gurgel de Alencar Netto (* 9. Juli 1936 in Leblon; † Mai 2006 in Genf) war  brasilianischer Diplomat.

## Leben
Álvaro Gurgel de Alencar Netto war der Sohn von Zuleika Maggioli Gurgel de Alencar und Alvaro Gurgel de Alencar Filho. 1967 heiratete er Hannelore Dorothea Martha Müller und ihre Kinder sind Alvaro Alberto (* 1967 in Hong Kong) und Maria Clara (* in Brasilien).
Im Jahr 1955 schloss Netto sein Studium der Rechtswissenschaft und der Sozialwissenschaft an der Universidade Federal do Rio de Janeiro ab und absolvierte 1956 einen Aufbaustudiengang der Wirtschaftswissenschaft an der Universität Ottawa und den Curso Preparatório à Carreira Diplomática des Rio Branco-Institutes.
Am 7. November 1962 wurde er zum Gesandtschaftssekretär dritter Klasse ernannt und ab 1964 als Assistent in der Abteilung Wirtschaftspolitik eingesetzt. Ein Jahr später war er als Gesandtschaftssekretär dritter Klasse in Ottawa tätig und 1966 am Konsulat in Montreal attachiert. Am 22. November 1967 wurde er zum Gesandtschaftssekretär zweiter Klasse ernannt und am Konsulat in Hongkong akkreditiert. 1970 leitete er vertretungsweise die Abteilung Wirtschaftspolitik.
Nach seiner Ernennung am 1. Januar 1973 zum Gesandtschaftssekretär erster Klasse wurde Netto von 1973 bis 1976 beim Büro der Vereinten Nationen in Genf eingesetzt, wo er am 17. März 1975 zum Gesandtschaftsrat befördert wurde. Im Anschluss daran leitete er von 1976 bis 1979  die Abteilung Wirtschaftspolitik und wurde am 12. Juni 1979 zum Gesandten zweiter Klasse ernannt. Nach der nachfolgenden Verwendung als Gesandtschaftsrat bis 1986 bei den Organen der UNO in Genf, wurde Netto am 15. Dezember 1986 zum Gesandten erster Klasse ernannt.
Ein Jahr später folgte seine Tätigkeit beim UN-Hauptquartier, bevor er von 1990 bis 1993  Exequatur als Generalkonsul in Berlin erhielt. Vom 8. August 1997 bis zum 29. April 1999 wurde Netto als Botschafter in Havanna berufen und anschließend bis 2002 im Büro des Ministers für Arbeit und Beschäftigung eingesetzt. Von 2002 bis 2003 saß er dem bei der Ernährungs- und Landwirtschaftsorganisation der Vereinten Nationen in Genf angesiedelten Begleitkomitee des Aktionsplanes des Welternährungsgipfel von Rom 1996 vor. Ab 2003 stand er dem Staatssekretär im Außenministerium zur Seite.